# Schaubühne am Halleschen Ufer

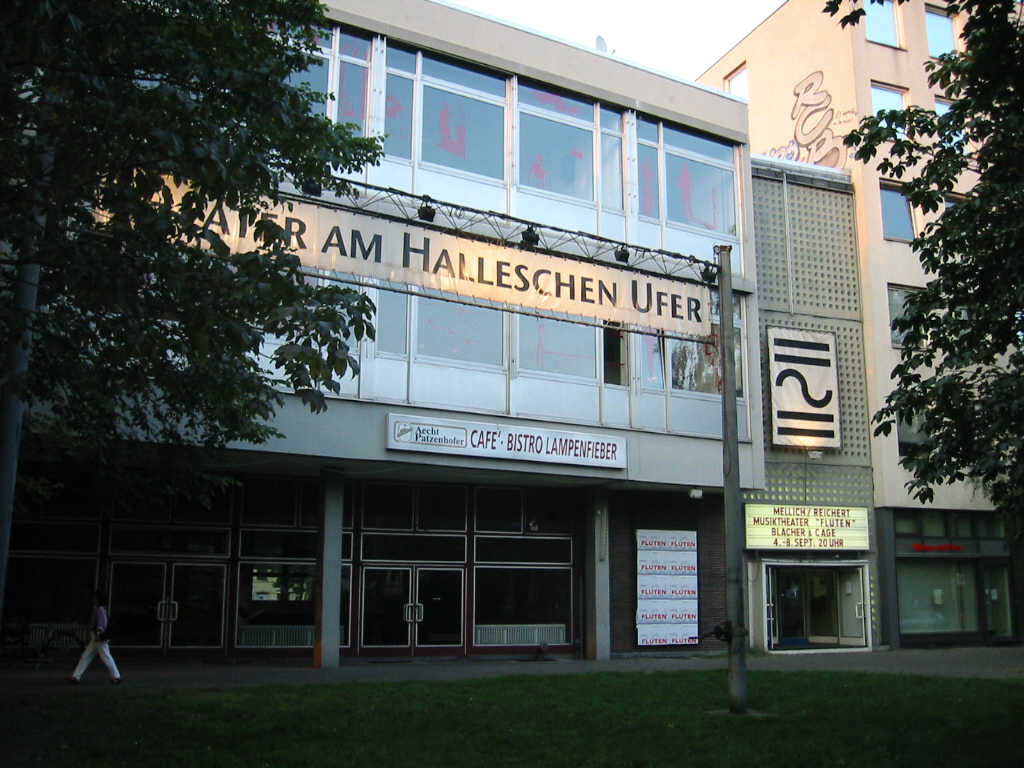
Theater am Halleschen Ufer, 2002 (21 Jahre nach dem Auszug der Schaubühne)

Die Schaubühne am Halleschen Ufer – seit 1981 Schaubühne am Lehniner Platz – ist ein deutsches Theater, das in den 1970er Jahren im Berliner Ortsteil Kreuzberg mit dem Künstlerischen Leiter Peter Stein zum berühmtesten deutschen Theater wurde. Die Schaubühne wurde als Mitbestimmungstheater betrieben und gilt als wichtigste institutionelle und künstlerische Konsequenz der Politisierung der 68er-Bewegung.
Mit Schauspielern wie Bruno Ganz, Edith Clever, Jutta Lampe, Otto Sander und Peter Fitz und Aufführungen von Henrik Ibsens Peer Gynt (1971), Kleists Prinz Friedrich von Homburg (1972) und Maxim Gorkis Sommergäste (1974) sowie mit den ersten Dramen des Dramaturgen Botho Strauß und den Bühnenbildern von Karl-Ernst Herrmann schrieb die Schaubühne Theatergeschichte.

## Entstehung
Die Anfänge der Schaubühne am Lehniner Platz gehen auf die Gründung der Berliner Schaubühne am Halleschen Ufer im Jahr 1962 zurück. Damals gründete Jürgen Schitthelm, der als Gründungsmitglied und Alleingesellschafter bis 2012 aktiv war, zusammen mit Leni Langenscheidt, Waltraut Mau, Dieter Sturm und Klaus Weiffenbach in einem Mehrzwecksaal der Arbeiterwohlfahrt in Kreuzberg die Schaubühne am Halleschen Ufer. 1981 übersiedelte das Ensemble der Schaubühne in das renovierte Theatergebäude am Lehniner Platz.
1970 kamen Regisseure, Schauspieler und Theaterautoren um den Regisseur Peter Stein, der nach der Inszenierung von Viet Nam Diskurs von Peter Weiss an den Münchner Kammerspielen Hausverbot erhalten hatte, weil er im Anschluss an die Aufführung Geld für die vietnamesische Befreiungsfront sammeln wollte und einen Theaterskandal auslöste, in der Aufbruchstimmung der 1968er an die Schaubühne.
Die Schaubühne wurde auf der Basis einer festgeschriebenen Gleichberechtigung aller Mitarbeiter als Mitbestimmungstheater betrieben. Die zentralen Zielvorstellungen der Gruppe waren Selbstbestimmung und künstlerische Freiheit jenseits der hierarchischen Strukturen der traditionellen Stadttheater.
Die Süddeutsche Zeitung schrieb nach der ersten Premiere im Winter 1970, einer Gemeinschaftsproduktion von Bertolt Brechts Die Mutter mit Therese Giehse durch Wolfgang Schwiedrzik, Frank-Patrick Steckel und Peter Stein: „Zuviel Freiheit für das Theater?“

## Politische Konflikte
Nach dieser ersten Inszenierung verlangte die Berliner CDU die Streichung der staatlichen Subventionen. Der CDU-Abgeordnete Rudolf Mendel führte als Begründung an, die Schaubühne sei eine „kommunistische Zelle“ und unter dem Vorwand der Kunst werde dort „primitiver Agitationsunterricht“ erteilt. Der Berliner CDU-Vorsitzende Peter Lorenz fügte hinzu, die Mitglieder des Theaters bis hin zum Bühnenarbeiter müssten sich zweimal in der Woche „einer Schulung im Marxismus-Leninismus“ unterziehen. Außerdem werde an der Schaubühne in Wort und Tat alles lächerlich gemacht, „was in Berlin in den letzten 20 Jahren entstanden ist“. Es läge „kein künstlerisches Experiment vor, sondern eine klar gegen die Existenz der Stadt gerichtete Tätigkeit“. Die Erregung über die vermutete politische Ausrichtung der Schaubühne hatte eine Verzögerung der Auszahlung von 1,4 Millionen Mark Fördergeldern des Senats zur Folge.
Die Idee einer weitgehenden Mitbestimmung sämtlicher Mitarbeiter in künstlerischen Fragen erwies sich jedoch bald als undurchführbar. Während das Ensemble und andere künstlerische Mitarbeiter in Proben, Konzeptionsgesprächen, Spielplandiskussionen und Besetzungserörterungen beschäftigt waren, konnten sich die nicht künstlerisch Beschäftigten der technischen Abteilungen und der Verwaltung aufgrund ihrer in der Regel zeitgleich liegenden Arbeitszeiten nicht an den künstlerischen Arbeitsprozessen beteiligen. Um dennoch alle Beschäftigten regelmäßig zu informieren, wurden umfangreiche Proben- und Sitzungsprotokolle erstellt. Claus Peymann wurde vorgeworfen, gegen das Mitbestimmungsmodell zu opponieren, als er darauf bestand, 1971 Peter Handkes Der Ritt über den Bodensee anstelle der von ihm geplanten Inszenierung von Peer Gynt aufzuführen, und drohte, die Schaubühne zu verlassen. Als Argument führte er den Erfolgsdruck an, da die politische Kontroverse und die Aussetzung der Subventionen die Aufmerksamkeit auf die Schaubühne gelenkt habe. Als Gerüchte aufkamen, er hätte das Mitspracherecht sabotiert, rief Peymann eine Pressekonferenz ein, um zu dementieren.
Parallel zu Peymanns Handke-Inszenierung wurde Hans Magnus Enzensbergers Verhör von Habanna probiert, eine Arbeit, die auf genauen Recherchen zur Geschichte der kubanischen Revolution, zur Arbeit der CIA, zur Schweinebuchtinvasion und zur Strategie des „US-Imperialismus“ beruhte. Mit dieser Arbeit gedachte man Peymann und Handke entgegenzutreten. Der Spiegel lobte diese „konsequente Kollektivproduktion“, doch war auch Peymanns bürgerlicher Inszenierung großer Erfolg beschieden. Peymann wurde kurze Zeit später vom Ensemble „verabschiedet“.
Im Frühjahr 1971 kam es mit Peer Gynt von Henrik Ibsen in der Regie von Stein zu einer europaweit beachteten Sensation. Das Ensemble wurde hierfür mit dem Deutschen Kritikerpreis ausgezeichnet (1971).
Fortan wurde der Name Schaubühne zum Synonym für Theaterkunst in Deutschland.

## Aufführungen
Peter Stein und der Dramaturg und Autor Botho Strauß machten die Schaubühne bald weit über die Grenzen Berlins und Deutschlands berühmt. Es entstanden dort bahnbrechende Arbeiten durch Peter Stein, Klaus Michael Grüber und Bob Wilson mit einem glanzvollen Ensemble, dem u. a. Bruno Ganz, Edith Clever, Jutta Lampe, Libgart Schwarz, Angela Winkler, Monica Bleibtreu, Otto Sander, Peter Fitz, Dieter Laser, Michael König, Heinrich Giskes, Hans Diehl, Wolf Redl, Sabine Andreas, Tina Engel, Elke Petri, Ilse Ritter, Elfriede Irrall, Katharina Tüschen, Werner Rehm, Rüdiger Hacker und Ulrich Wildgruber angehörten. Steins engste Mitarbeiter waren der Bühnenbildner Karl-Ernst Herrmann, die Kostümbildnerin Moidele Bickel, der Dramaturg Dieter Sturm und der Komponist Peter Fischer.

### Peter Stein
Stein gelang es, in enger Zusammenarbeit mit dem Ensemble einen ebenso psychologischen wie emotionalen Zugang zu den verschiedenen Texten und Epochen zu finden.
Stein, der erstmals als Gast an der Schaubühne in der Spielzeit 1968/1969 den Viet Nam Diskurs von Peter Weiss inszenierte, brachte im Oktober 1970 die erste Premiere des neu verpflichteten Ensembles mit Bertolt Brechts Die Mutter mit Therese Giehse heraus.
- 1970 war bereits im August als Übernahme einer Produktion des Bremer Theaters Steins Inszenierung von Torquato Tasso von Goethe mit Bruno Ganz herausgekommen. Bühne: Wilfried Minks.
- 1971 folgte Henrik Ibsens Peer Gynt an zwei Abenden und mit sechs verschiedenen Peer Gynt-Darstellern (Heinrich Giskes, Michael König, Bruno Ganz, Wolf Redl, Dieter Laser und Werner Rehm). Das Bühnenbild stammte von Karl-Ernst Herrmann, „dessen Wunder an dramaturgischer Planung und bildnerischer Erfindung man im Nachkriegsdeutschland noch nie gesehen hatte und im maßlosen Reichtum gemeinsamer Phantasie des zusammengewachsenen Ensembles“ (Ivan Nagel) mit Edith Clever (Aase), Jutta Lampe (Solveig), Angela Winkler (Anitra) und Otto Sander, Sabine Andreas, Claus Theo Gärtner, Elfriede Irrall, Rüdiger Hacker, Nikol Voigtländer, Rüdiger Kirschstein, Willem Menne, Roland Teubner, Tilo Prückner, Hans Diehl, Günther Lampe, Katharina Tüschen, Rita Leska, Elke Petri, Otto Mächtlinger, Christof Nel, Klaus-Harald Kuhlmann.
- 1971 Die Auseinandersetzung von Gerhard Kelling, Regie: Peter Stein (Spielorte: Gewerkschaftszentren, Industriebetriebe, Jugendheime, Berufsschulen)
- 1972 Die optimistische Tragödie von Wsewolod Witaljewitsch Wischnewski, mit Ulrich Wildgruber
- 1972 Prinz Friedrich von Homburg von Heinrich von Kleist, mit Bruno Ganz, Jutta Lampe, Otto Sander, Peter Fitz und Botho Strauß als dramaturgischem Mitarbeiter
- 1972 Fegefeuer in Ingolstadt von Marieluise Fleisser, mit Angela Winkler
- 1973 Das Sparschwein von Eugène Labiche. Deutsche Bearbeitung von Botho Strauß.
- 1974 Antikenprojekt I: Übungen für Schauspieler (im Messegelände am Funkturm-Pavillon B)
- 1974 Die Unvernünftigen sterben aus von Peter Handke, Bühne: Klaus Weiffenbach, Kostüme: Moidele Bickel
- 1974 wurde Steins Inszenierung von Maxim Gorkis Sommergäste einer der größten Erfolge der Schaubühne. Die Aufführung wurde maßstabsetzend für das Theater und das Lebensgefühl der 1970er Jahre. Gastspiele führten das bejubelte Ensemble in zahlreiche Länder. „So sollte Theater immer sein. So sollten Schauspieler immer spielen“, schrieb Le Monde, während in England der Daily Telegraph in Bezug auf Peter Stein titelte: “Director of genius”.
- 1975 verfilmte Stein das Stück mit dem Kameramann Michael Ballhaus in einer Neubearbeitung von Botho Strauß, der die Produktion „die Gipfelleistung dessen“ nannte, „was man mit einem Ensemble machen konnte“. Die Besetzung bestand aus Edith Clever, Jutta Lampe, Ilse Ritter, Wolf Redl, Bruno Ganz, Otto Sander, Günther Lampe, Michael König, Gerd Wameling, Otto Mächtlinger, Eberhard Feik, Katharina Tüschen, Elke Petri, Werner Rehm, Sabine Andreas und Rüdiger Hacker.
- 1976 schlugen sich fünf Jahre intensiven Renaissancestudiums der Dramaturgie in dem von Stein konzipierten Werk Shakespeares Memory nieder, einem siebenstündigen Bilderbogen, der an zwei aufeinander folgenden Abenden Shakespeares Stücke und dessen Weltbild zum Inhalt hatte. Gespielt wurde in den Berliner CCC Filmstudios in Haselhorst, wo man den geeigneten Raum für die verschiedenen Spielorte fand. Im Anschluss an dieses Projekt folgte Shakespeares Wie es euch gefällt, ebenfalls in einer spektakulären Raumlösung, in der etwa die Waldszenen in einem echten Wald angesiedelt waren, durch den das Publikum mitwandern konnte.
- 1978 Trilogie des Wiedersehens und Groß und klein von Botho Strauss
- 1980 Orestie – Agamemnon/Choephoren/Eumeniden (Antikenprojekt II) von Aischylos
- 1981 Klassen Feind von Nigel Williams (DE) mit Ernst Stötzner, Udo Samel
- 1981 Nicht Fisch nicht Fleisch von Franz Xaver Kroetz

### Klaus Michael Grüber
Den Gegenpol zu Steins Arbeiten bildeten die Inszenierungen von Klaus Michael Grüber, der zum zweiten großen Fixstern der Schaubühne neben dem rational-klar arbeitenden Peter Stein avancierte.
- 1972 Geschichten aus dem Wiener Wald von Ödön von Horváth mit Jutta Lampe (Marianne), Michael König(Alfred), Dieter Laser (Zauberkönig), Edith Clever (Valerie), Bruno Ganz (Oskar), Otto Sander (Rittmeister), Elfriede Irrall (Großmutter)
- 1974 Die Bakchen (Antikenprojekt I – 2. Abend) von Euripides (im Messegelände am Funkturm-Pavillon B)
- 1975 Empedokles – Hölderlin lesen nach Friedrich Hölderlin
- 1977 Winterreise im Olympiastadion (im Spielort Olympiastadion)
- 1979 Rudi von Bernard von Brentano (Spielort: Hotel Esplanade)

### Robert Wilson
Ein weiterer Regisseur an der Schaubühne war Robert Wilson, der 1979 mit Death Destruction & Detroit erstmals in Deutschland in Erscheinung trat.

### Andere Regisseure
- 1970 Glaube Liebe Hoffnung von Ödön von Horváth. Regie: Horst Zankl
- 1971 Der Ritt über den Bodensee von Peter Handke (UA), Regie: Claus Peymann/Wolfgang Wiens, Bühne: Karl-Ernst Herrmann
- 1971 Das Verhör von Habana von Hans Magnus Enzensberger, Kollektivproduktion
- 1973 Die Hypochonder von Botho Strauß, Regie und Bühne: Wilfried Minks, Kostüme: Moidele Bickel/Joachim Herzog
- 1973 Die Ausnahme und die Regel von Bertolt Brecht, Regie: Frank-Patrick Steckel
- 1974 Der Lohndrücker von Heiner Müller, Regie: Frank-Patrick Steckel
- 1975 Die Wupper von Else Lasker-Schüler Regie: Luc Bondy
- 1977 Man spielt nicht mit der Liebe von Alfred de Musset Regie: Luc Bondy
- 1979 Die Räuber von Friedrich Schiller, Regie: Roland Schäfer
- 1980 Aus der Fremde von Ernst Jandl, Regie: Ellen Hammer

## Endzeit und Übergang
Kritische Stimmen bezeichneten die Schaubühne bald als „konterrevolutionär“ und warfen ihr wegen des überregionalen Erfolgs vor, sie bediene nur die Unterhaltungssucht der Massen. Die Schaubühne hatte sich vom Studenten- und Kollektivtheater in ein renommiertes Haus verwandelt. Die FAZ schrieb bereits im Frühjahr 1972: „Geblieben ist das große Show-Theater, das Pflichtübungen in Sachen Revolution leistet, ansonsten aber sich immer weniger vom Theater der Stars unterscheidet, das eben nur Gesellschaftsspiel ist!“ Es gehe nur noch um Sensationen, Superlative, Subventionen – lauteten andere kritische Stimmen.
Die letzte Aufführung der Schaubühne am Halleschen Ufer war eine achtstündige Orestie des Aischylos in der Regie von Peter Stein.
Das Ensemble übersiedelte 1981 an den Kurfürstendamm in die Schaubühne am Lehniner Platz. Das alte Spielhaus wurde von 1982 bis 1992 durch die Theatermanufaktur Berlin als „Theatermanufaktur am Halleschen Ufer“ genutzt. Die Prämisse, auch andere Berliner Gruppen zu präsentieren, erfüllte sich nicht.

## Das Theater am Halleschen Ufer
Auf Drängen der freien Theater- und Tanzszene Berlins wurde eine neue Struktur für das Haus gefunden: Am 1. Mai 1992 eröffnete das „Theater am Halleschen Ufer“ mit dem Untertitel „zentrale Spielstätte der freien Gruppen Berlins“ den Spielbetrieb. Die künstlerische Leitung übernahm Hartmut Henne. Unter seiner Leitung wurde das Haus vor allem durch die Tanzdramaturgin Gabriele Pestanli als Ort für zeitgenössischen Tanz bekannt. Aufgrund nicht durchsetzbarer Forderungen nach einem Produktionsetat für das Theater kam es zwischen Henne und der Kulturverwaltung zum Bruch, sodass sein Vertrag nicht verlängert wurde. Im Mai 1996 wurde der neue künstlerische Leiter des Theaters am Halleschen Ufer Zebu Kluth unter Vertrag genommen. Außer als Bühne der Berliner freien Szene hatte es besonders für das Tanztheater Bedeutung. Am 9. Dezember 2000 veranstaltete die Tanzfabrik Berlin in Kooperation mit dem Theater am Halleschen Ufer erstmals die Tanznachtberlin in der Akademie der Künste, die einen Überblick über die Berliner freie Tanzszene gab. Im Jahr 2003 schlossen sich das Hebbel-Theater, das Theater am Halleschen Ufer und das Theater am Ufer zur Theaterinstitution Hebbel am Ufer zusammen. Das Theater am Halleschen Ufer erhielt nun die Bezeichnung „HEBBEL AM UFER – HAU 2“.